# Austrocritonia
Ascidiogyne, rod glavočika iz podtribusa Critoniinae, dio tribusa Eupatorieae.

## Opis
Rod Austrocritonia uključuje 4 drvenaste biljne vrste iz istočnog i jugoistočnog Brazila. Rod se razlikuje od ostalih Critoniinae po čekinjama papusa, koje su proksimalno hrapave, ali distalno postaju gotovo glatke.

## Vrste
1. Ascidiogyne sanchezvegae Cabrera
2. Ascidiogyne wurdackii Cuatrec.